# Kernkraftwerk Paks
Das Kernkraftwerk Paks (ung. Paksi Atomerőmű) ist das einzige Kernkraftwerk Ungarns. Es liegt etwa 110 Kilometer südlich der Hauptstadt Budapest am rechten Ufer der Donau, nahe der Stadt Paks. Mit seinen vier Kernreaktoren produziert das Kraftwerk mehr als die Hälfte des in Ungarn erzeugten Stroms und ist der größte Arbeitgeber der Region. Atommüll aus dem Kernkraftwerk wird im Lokallager zwischengelagert (1988–1996 Püspökszilágy).
Zwei weitere Reaktorblöcke befinden sich Stand 2022 in einer frühen Bauphase.

## Paks I

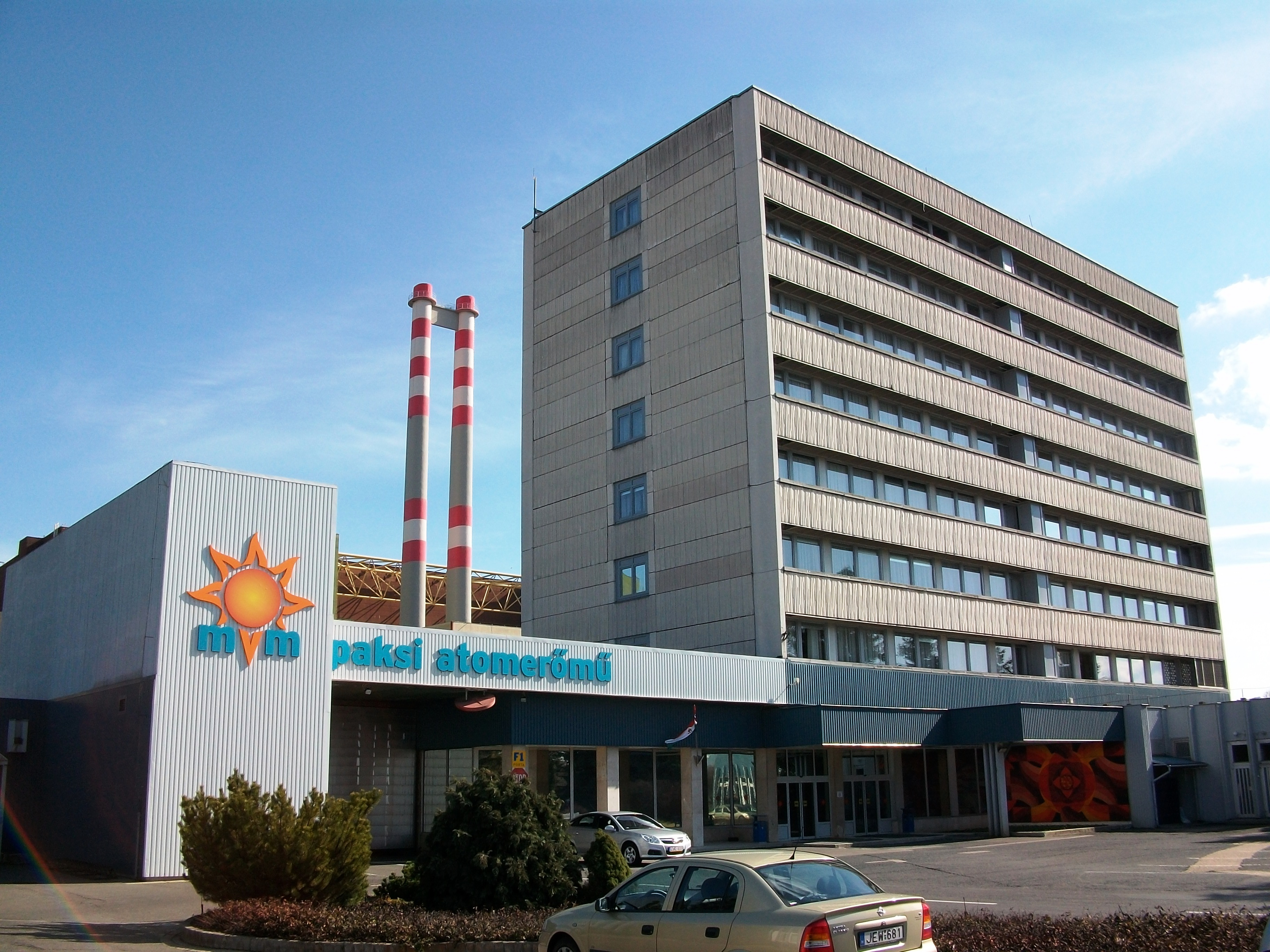
Eingang des Kraftwerk-Areals

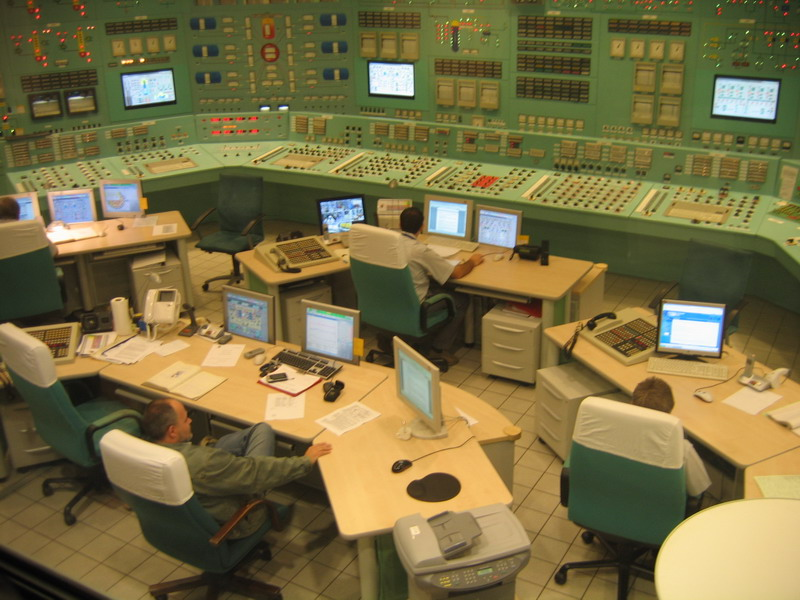
Leitstand des Kernkraftwerks

Mit dem Bau des ersten Doppelblocks wurde am 1. August 1974 begonnen. Am 28. Dezember 1982 ging der erste und am 6. August 1984 der zweite Reaktorblock in den kommerziellen Betrieb. Am 1. Oktober 1979 wurde mit den Bauarbeiten zum zweiten Doppelblock mit den Reaktoren Paks-3 und Paks-4 begonnen. Diese gingen am 28. September 1986 und am 16. August 1987 in Betrieb. In allen vier Reaktorblöcken kommen sowjetische Reaktoren des Typs WWER-440/213 der zweiten Generation zum Einsatz.
Es ist geplant, die ursprüngliche Betriebsdauer von 30 Jahren um weitere 20 Jahre zu verlängern. So würde sich die Abschaltung auf das Jahr 2032 bzw. 2037 verschieben. Für Block 1 wurde die Laufzeitverlängerung im Dezember 2012 umgesetzt. Die Bruttoleistung aller Reaktoren wurde auf jeweils 500 bis 510 MW erhöht. Im Mai 2008 hatte Atomstroiexport den Vertrag zur Leistungssteigerung und der damit verbundenen Nachrüstung unterzeichnet. Die Kosten beliefen sich auf 900 Millionen Dollar. Die ersten beiden Reaktoren wurden bereits modernisiert. Die Umbauten der beiden anderen Blöcke sollten 2009 abgeschlossen werden.
In den 1980er-Jahren, vor dem Zerfall des Ostblocks und der Sowjetunion, wurde zeitweise erwogen, auch noch die Blöcke 5 und 6 mit Reaktoren vom Typ WWER-1000 zu bauen.
Die IAEA schrieb im Oktober 2016, die Betriebssicherheit habe sich seit 2014 verbessert; weitere Verbesserungen seien aber nötig.
Als der Bau des Kernkraftwerks Żarnowiec endgültig storniert wurde, kaufte das Center for Nuclear Studies, das sich auf dem Gelände des Kernkraftwerk Paks befindet, dort einen WWER-440/213-Druckbehälter, der nun in Paks ausgestellt wird.
Ungarn bezieht die Brennstäbe für das Kraftwerk beim russischen Konzern TWEL.
Stand Anfang 2023 ist eine weitere Laufzeitverlängerung von Paks I um weitere 20 Jahre geplant. Das Abschaltdatum würde sich damit in die 2050er-Jahre verschieben.

## Neubau Paks II
In der Vergangenheit war ein Ersatz der vier aus den Sowjetzeiten stammenden Reaktoren geplant, bereits 1998 wurden hierfür erste Planungen aufgestellt. Die Leistung der zukünftigen Reaktoren sollte zwischen 600 MW und 700 MW liegen. In Frage kamen dabei Reaktoren vom Typ AP-600 von Westinghouse, ein CANDU-6 der Atomic Energy of Canada Limited oder ein WWER-640/407 als Gemeinschaftsprojekt der russischen Atomstroiexport und Siemens. Die Pläne wurden jedoch eingestellt, da die politische Lage dies nicht möglich machte. Anfang 2009 gab es einen Grundsatzbeschluss des ungarischen Parlaments, der den Bau von zwei 1000 MW-Reaktoren am Standort Paks vorsah. Am 5. Februar 2010 hatten bereits vier Unternehmen Interesse an Verhandlungen über den Ausbau der Anlage gezeigt. Die elektrische Gesamtleistung der Anlage sollte verdoppelt werden.
Im Januar 2014 schloss der ungarische Ministerpräsident Viktor Orbán überraschend einen Vertrag mit dem russischen Präsidenten Wladimir Putin über die Modernisierung und Erweiterung des Kernkraftwerks ab. Dabei übernimmt die Föderale Agentur für Atomenergie Russlands (RosAtom) den Bau zweier zusätzlicher Reaktorblöcke bis 2030. Diese sollen zunächst neben den alten Blöcken betrieben werden, die erst zwischen 2032 und 2037 abgeschaltet werden. Russland sicherte die Finanzierung mit einem Kredit von über 3600 Mrd. Forint (ca. 11 Mrd. Euro) und übernimmt auch die Lieferung und den Abtransport des radioaktiven Brennmaterials. Die neuen Reaktorblöcke sollen Ungarn bis 2085 mit Atomenergie versorgen und während des Baus 10.000 neue Arbeitsplätze schaffen.
Am 14. Januar 2014 unterzeichneten die ungarische Regierung (Kabinett Orbán III) und Russland den Vertrag über den Neubau zweier Reaktorblöcke. Die Gesamtkosten von 10 bis 12 Milliarden Euro werden zu 80 % durch russische Kredite finanziert. Die beiden Reaktorblöcke sollen eine Leistung von jeweils ca. 1200 MW besitzen. Der Bau wird von dem russischen Staatskonzern Rosatom durchgeführt. Die Fertigstellung wurde für das Jahr 2023 prognostiziert (Stand 2014).
Die Opposition kritisierte, dass der Bauauftrag an RosAtom ohne öffentliche Ausschreibung erfolgte; zudem sei die Finanzierung undurchsichtig. Vor einer Debatte im ungarischen Parlament Anfang März 2015 äußerte János Lázár, der Leiter der Staatskanzlei der Regierung Orbán III, bestimmte Details des Atomvertrages würden 30 Jahre geheim gehalten werden.
Im November 2015 leitete die EU-Kommission aufgrund der nicht erfolgten Ausschreibung des Neubaus von Paks II ein Vertragsverletzungsverfahren ein: Es wurde im November 2016 eingestellt. In einem weiteren Verfahren wird nun lediglich noch geprüft, ob die Kreditvergabe eine unzuverlässige staatliche Subvention darstelle. Die Diskussion um das Thema wurde angeheizt durch einen Flug des bis September 2014 für Energiefragen zuständigen EU-Kommissars Günther Oettinger im Privatflugzeug des Russland-Lobbyisten Klaus Mangold im Mai 2016 nach Budapest.
Ende Mai 2016 wurde bekannt, dass der Milliardenkredit für den Bau der neuen Reaktoren platzen könnte, da die beauftragte russische Vnesheconom-Bank (VEB) „kurz vor dem Bankrott“ stehe.
Am 2. Februar 2017 trafen sich Putin und Orbán, um über das Projekt und andere energiepolitische Fragen zu sprechen. Am 6. März 2017 hat die EU-Kommission die finanzielle Unterstützung des ungarischen Staates für das Kraftwerk nach den EU-Beihilfevorschriften genehmigt. 80 % der Projektkosten sollen durch einen russischen Staatskredit in Höhe von 10 Mrd. Euro gedeckt werden.
Am 20. Juni 2019 teilte für die Koordination des Baus der neuen Reaktoren verantwortlichen Paks II. Zrt. auf ihrer Website mit, dass die Vorbereitung der Baustelle mit mehr als 80 Dienstleistungsgebäuden begonnen hat. Der Bau wird ungeachtet des Russischen Überfalls auf die Ukraine im Jahr 2022 fortgesetzt, nachdem am 10. Juni 2022 eine Genehmigung für einen weiteren Bauabschnitt erteilt wurde. Gebaut werden sollen zwei WWER-1200-Reaktoren. Es handelt sich um die erste Genehmigung für den Bau dieses Reaktortyps in der EU. Anfang 2023 erklärte der ungarische Energieminister, er erwarte eine Fertigstellung von Paks II im Jahr 2032.

## Sicherheit
Die IAEA meinte, dass die Modernisierung der ersten vier Anlagen ein Grund für die hohe Sicherheit der Anlagen sei. Es gibt noch verbesserungsbedürftige Teile des Kernreaktors. Die WWER wurden dafür entworfen, um möglichst viele Betriebsstunden zu absolvieren. Auf genaue Wartungsarbeiten wurde beim Entwurf der Reaktoren nicht geachtet. Teile der aktiven Zone des Kernreaktors sind nicht erreichbar, um diese zu erreichen, wurde ein spezielles System entwickelt. Paks soll als Musterprojekt zur Sicherheitserhöhung anderer Anlagen aufgerüstet werden. Das ganze Projekt kostete über 8 Millionen Dollar und wurde 1997 abgeschlossen.

### Störfälle

#### 10. April 2003 (INES 3)
Am 10. April 2003 ereignete sich ein Störfall. Beim Reinigen von Brennelementen im Block 2 wurde deren Umhüllung beschädigt. Dabei trat radioaktives Gas aus. Es handelte sich um einen Störfall der Klasse 3 nach der Internationalen Bewertungsskala für nukleare Ereignisse. Verletzt wurde niemand, es bestand aber akute Gefahr; das Personal musste aus der Reaktorhalle flüchten. Es gab auch eine Freisetzung in die Umgebung, die leicht über den jährlichen Dosislimiten lag. Daraufhin musste der Reaktor mit gedrosselter Leistung weiterbetrieben werden. 2007 wurden die Schäden am Reaktor endgültig beseitigt. Die beschädigten Kern-Brennstäbe verursachten eine Korrosion am Reaktor mit Kosten in der Höhe von bis zu 43 Millionen Dollar.

#### 9. April 2005 (INES 1)
Ein während des Abkühlens des Blocks (für geplante Wartungsarbeiten) aufgetretener Defekt, wurde als INES-Grad 1 (Abnormalität) eingestuft.

#### 4. Mai 2009 (INES 2)
Am 4. Mai 2009 fiel ein Instrument in die Reaktorhalle.

#### 6. September 2009 (INES 1)
Am 6. September 2012 wurden geplante Arbeiten an einem Tor durchgeführt, die erforderlichen schriftlichen Anweisungen wurden jedoch nicht rechtzeitig ausgeführt. Dies ist ein administratives Missverhältnis, das die Direktion für nukleare Sicherheit der Nationalen Atomenergiebehörde im 1. Grad der International Nuclear Event Scale (INES) eingestuft hat.

### Störfälle unter INES 1
Störungen (Betriebsereignisse) unterhalb der International Nuclear Event Scale (INES) werden vierteljährlich vom Kernkraftwerk MVM Paks veröffentlicht. Diese wurden von der Nationalen Atomenergiebehörde (IAEA) nicht als gefährlich gemeldet, ein Teil von diesen führte jedoch zu teilweisen oder vollständigen Blockstillständen.

## Daten der Reaktorblöcke
Das Kernkraftwerk Paks hat vier aktive und zwei geplante Blöcke:
| Reaktorblock | Reaktortyp   | Elektr. Netto- leistung | Elektr. Brutto- leistung | Thermische Leistung | Baubeginn        | Netzsyn- chronisation | Kommer- zieller Betrieb | Abschal- tung                                |
| ------------ | ------------ | ----------------------- | ------------------------ | ------------------- | ---------------- | --------------------- | ----------------------- | -------------------------------------------- |
| Paks-1       | WWER-440/213 | 470 MW                  | 500 MW                   | 1485 MW             | 01.08.1974       | 28.12.1982            | 10.08.1983              | (2032 geplant)                               |
| Paks-2       | WWER-440/213 | 473 MW                  | 500 MW                   | 1485 MW             | 01.08.1974       | 06.09.1984            | 14.11.1984              | (2034 geplant)                               |
| Paks-3       | WWER-440/213 | 473 MW                  | 500 MW                   | 1485 MW             | 01.10.1979       | 28.09.1986            | 01.12.1986              | (2036 geplant)                               |
| Paks-4       | WWER-440/213 | 473 MW                  | 500 MW                   | 1485 MW             | 01.10.1979       | 16.08.1987            | 01.11.1987              | (2037 geplant)                               |
| Paks-5       | WWER-1200    | 1114 MW                 | 1200 MW                  | -                   | (2025)           | (2032)                |                         | Geplant für eine Betriebsdauer von 60 Jahren |
| Paks-6       | WWER-1200    | 1114 MW                 | 1200 MW                  | -                   | (noch unbekannt) |                       |                         | Geplant für eine Betriebsdauer von 60 Jahren |